# Pyramide de Ball
La pyramide de Ball (en anglais : Ball's Pyramid) est une île australienne située dans la mer de Tasman, au sud-est de l'île Lord Howe. Il s'agit d'un neck, les restes érodés d'une cheminée volcanique, culminant à 562 mètres d'altitude, d'une longueur d'environ 1 100 mètres sur 300 mètres de large.

## Géographie
La pyramide de Ball est située dans la mer de Tasman, à vingt-quatre kilomètres au sud-est de l'île Lord Howe, l'île la plus proche à laquelle elle est rattachée administrativement, et à 593 km des côtes de la Nouvelle-Galles du Sud. Deux récifs, Observatory Rock et Wheatsheaf Islet, se situent respectivement à 800 mètres à l'ouest-nord-ouest et à 800 mètres à l'ouest-sud-ouest, et un troisième îlot, Southeast Rock, est distant de 3,5 kilomètres en direction du sud-est. Géologiquement, la pyramide de Ball fait partie du plateau de Lord Howe, un prolongement du Zealandia. La pyramide, de même que les autres îlots de l'île Lord Howe, est incluse dans un parc marin protégé inscrit sur la liste du patrimoine mondial de l'UNESCO.
La pyramide de Ball se présente sous la forme d'un piton rocheux dénudé culminant à 562 mètres d'altitude, d'une largeur d'environ 300 mètres, ce qui fait d'elle le stack volcanique le plus haut du monde. L'île et les récifs proches constituent les restes érodés d'un volcan bouclier vieux de sept millions d'années.

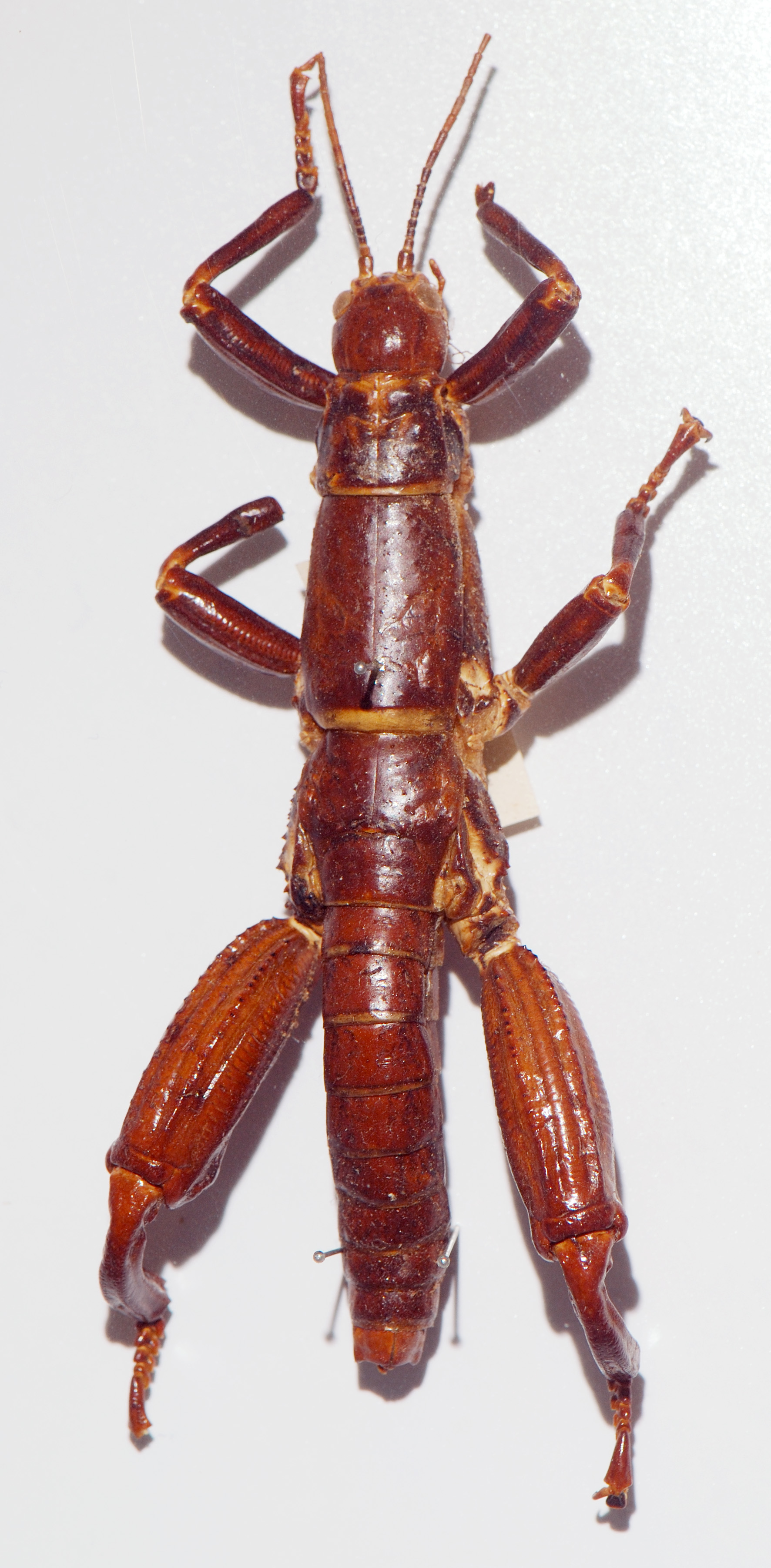
Dryococelus australis.

L'île est dépourvue de végétation à l'exception d'un individu du genre Melaleuca (famille des Myrtacées), Melaleuca howeana, situé à cent mètres au-dessus de la mer. Ce buisson constitue l'habitat d'une petite population d'insectes Dryococelus australis, un phasme reconnu officiellement comme éteint depuis les années 1920 mais dont 24 individus furent redécouverts en 2001 au cours d'une campagne scientifique. Ce petit écosystème réussit à survivre grâce à de l'eau douce qui s'accumule dans une crevasse du rocher.

## Histoire
La pyramide de Ball a été découverte en 1788 par le lieutenant Henry Lidgbird Ball (en) qui lui a donné son nom, mais il faut attendre 1882 pour que le premier homme y pose le pied, lorsque le géologue australien Henry Wilkinson y débarque.
La première ascension réussie de la pyramide le 14 février 1965 est l'œuvre d'une équipe d'alpinistes australiens de Sydney composée de Bryden Allen, John Davis (en), Jack Pettigrew (en) et David Witham. L'année précédente, une tentative d'ascension de la pyramide avait échoué lorsque les membres de l'expédition étaient tombés à court de vivres et d'eau le cinquième jour. Dick Smith (en), qui avait participé à cette escalade, retente une nouvelle fois l'ascension, cette fois-ci avec succès, en 1979. Avec deux autres compagnons, ils plantent au sommet un drapeau de la Nouvelle-Galles du Sud et revendiquent l'île au profit de cet État australien.
En 1982, l'ascension de la pyramide est interdite et, quatre ans plus tard, l'interdiction est étendue à l'île dans son intégralité. Néanmoins, depuis 1990, il est permis sous certaines conditions d'entreprendre l'ascension. C'est le cas en 2001 lorsqu'une équipe de scientifiques débarque sur l'île afin d'y effectuer un inventaire faunistique et floristique au cours duquel ils découvrent une toute petite population de Dryococelus australis, un phasme considéré comme éteint depuis les années 1920. Cette espèce a ainsi été ajoutée à la liste de ce que l'on nomme les taxons Lazare.